# Dłużec (powiat węgorzewski)
Dłużec (niem. Langbrück, Lembruk) – wieś w Polsce położona w województwie warmińsko-mazurskim, w powiecie węgorzewskim, w gminie Węgorzewo.
W latach 1975–1998 miejscowość należała administracyjnie do województwa suwalskiego.